# Bolchoï Bor

Bolchoï Bor (Большо́й Бор) est un village en Russie situé dans le raïon d'Onega de l'oblast d'Arkhangelsk. Il appartient à la municipalité rurale de Tchekouïevo.

## Géographie
Le village est traversé par la route Onega-Vongouda-Bolchoï Bor-Polié-Chtchoukozerié-Obozerski.
Le village se trouve sur la rive gauche de la rivière Kodina à 4 kilomètres de sa confluence avec l'Onega. Il possède huit rues.

## Histoire
Ce lieu est un des premiers à avoir été habité dans le bassin de l'Onega. Plusieurs hameaux ont fusionné au milieu du XVIe siècle pour former ce village qui appartenait alors à la volost de Tchoukhtchine Bor dans la san de Tourtchassovo de l'ouïezd de Kargopol. Au début du XVIIIe siècle, la volost est appelée Borovskaïa et vers 1744 il ne reste que deux villages : Philippovskaïa et Karpovskaïa.
Jusqu'en 1764 (date du manifeste de Catherine II sur la sécularisation des domaines monastiques) la volost était une votchina (domaine monastique) du monastère de la Croix d'Onega. Les deux petites églises de bois du XIXe siècle sont des monuments protégés au niveau régional. Le village a reçu son nom actuel en 1920.
Lorsque la volost de Tchekouïevo a été supprimée en 1929, Bolchoï Bor est entré dans le soviet rural de Tchekouïevo, faisant partie du kraï du Nord. En 1931, le raïon de Tchekouïevo est supprimé et le village entre dans le raïon d'Onega. De 1963 à janvier 1965, le soviet rural de Tchekouïevo faisait partie du raïon rural de Plessetsk.

## Population
En 2012, le village comptait 299 habitants,.
| 2002 | 2010 | 2012 |
| ---- | ---- | ---- |
| 326  | 306  | 299  |